# Stockholmski sindrom
Stockholmski sindrom je psihološki fenomen, pri katerem talec oz. žrtev ugrabitve razvije pozitivno čustveno vez do svojega ugrabitelja.
Izraz stockholmski sindrom je bil prvič uporabljen leta 1973 v povezavi z nepričakovanim odzivom skupine zaposlenih, ki so bili kot talci vpleteni v rop banke v Stockholmu na Švedskem in so po izpustitvi izrazili naklonjenost do svojih ugrabiteljev. Čeprav je bil pojem stockholmski sindrom sprva omejen zgolj na odnos med talci (oz. žrtvami ugrabitve) in njihovimi ugrabitelji, se je njegova uporaba v zadnjih desetletjih razširila na večje število različnih situacij. Neravnovesje moči, ki ga mnogi obravnavajo kot poglavitno razsežnost sindroma, in navidezne čustvene vezi, ki naj bi iz tega neravnovesja izvirale, se namreč ne pojavljajo le v primerih ugrabitev, temveč tudi v številnih drugih situacijah, ki na prvi pogled niso prepoznavne kot neposredne manifestacije tega sindroma. Uporaba pojma stockholmski sindrom se tako pojavlja tudi v kontekstu nasilja v partnerskih odnosih, zlorabe otrok, spolnega nadlegovanja, pripadnosti kultu, vojnega ujetništva, prostitucije itd.
Opredelitve stockholmskega sindroma navadno izpostavljajo tri prvine izkušnje, ki se lahko pojavijo ločeno ali v kombinaciji druga z drugo, in sicer: 
- negativna čustva talca do policije oz. oblasti,
- pozitivna čustva talca do ugrabitelja in
- pozitivna čustva ugrabitelja do talca.[4]

Večina strokovnjakov se strinja, da je stockholmski sindrom samodejen in v veliki meri nezaveden čustveni odziv žrtve na travmo. Je paradoksalen psihološki fenomen, saj je pozitivna vez med talcem in ugrabiteljem protislovna strahu in preziru, ki bi ju v odnosu do ugrabitelja najverjetneje izrazil zunanji opazovalec.
Stockholmski sindrom ni uradno priznan s strani Diagnostičnega in statističnega priročnika duševnih motenj (angl. Diagnostic and Statistical Manual of Mental Disorders, kratica DSM) Ameriškega psihološkega združenja (angl. American Psychological Association, kratica APA), ki je splošno uveljavljen sistem klasifikacije psihiatričnih motenj. Prav tako ni vključen v Mednarodni klasifikaciji bolezni (angl. International Classification of Diseases, kratica ICD). Majhno število raziskav in pomanjkanje standardizacije sta privedla do nejasnosti pri diagnosticiranju sindroma in pri določanju pogostosti njegove pojavitve. Kljub dvomom o njegovem obstoju pa ostaja stockholmski sindrom široko uporabljan pojem v psihiatriji, kriminologiji ter zlasti v medijih in popularni kulturi.

## Zgodovina

### Bančni rop v Stockholmu
Pobegli zapornik Jan-Erik Olsson je 23. avgusta 1973 po spodletelem ropu banke Kreditbanken, ene največjih bank v Stockholmu na Švedskem, za talce vzel štiri bančne uslužbence – tri ženske in enega moškega. Olsson je v pogajanjih, ki so sledila, dosegel, da so mu kot pomočnika iz zapora pripeljali prijatelja in nekdanjega sojetnika Clarka Olofssona. Bančne uslužbence sta kot talce zadrževala v enem od bančnih trezorjev od 23. do 28. avgusta 1973. Po izpustitvi so talci zagovarjali svoja ugrabitelja in proti njima niso želeli pričati. Nils Bejerot, švedski psihiater, ki je policiji pomagal pri soočanju z incidentom, je reakcije talcev opisal kot klasičen primer »pranja možganov«. Pojav je poimenoval Norrmalmstorgssyndromet, po trgu Norrmalmstorg, na katerem je stala banka, oziroma stockholmski sindrom, kot se je pozneje uveljavilo izven Švedske.
V kasnejših intervjujih z žrtvami ugrabitve je bilo ugotovljeno, da so se bolj kot samih ugrabiteljev talci bali policije, ki je s svojimi nepremišljenimi ravnanji ogrožala njihova življenja.

### Patty Hearst
Uporaba izraza se je utrdila s primerom Patty Hearst, ki je leto kasneje preplavil medije. Patricio Campbell Hearst, vnukinjo založniškega velikaša Williama Randolpha Hearsta, je februarja 1974 ugrabila Simbionska osvobodilna vojska (SLA), radikalna levičarska gverilska skupina. Prva dva meseca po ugrabitvi so jo ugrabitelji držali zaprto v omari in nad njo izvajali psihično, fizično in spolno nasilje. Aprila 1974 so bili izdani posnetki, na katerih je Patty Hearst obsojala svojo družino in policijo ter izrazila naklonjenost do SLA in njenih ciljev, kmalu za tem pa je bila z drugimi člani SLA fotografirana med ropom banke v San Franciscu. Septembra 1975 je bila Patty Hearst aretirana. Na sojenju je njen odvetnik trdil, da so ji oprali možgane, in se pri tem skliceval na stockholmski sindrom, vendar ni bil uspešen. Leta 1976 je bila Patty Hearst obsojena na 7 let zaporne kazni, po odsluženih 22 mesecih pa je predsednik Jimmy Carter spremenil njeno kazen. Leta 2001 jo je Bill Clinton v celoti pomilostil.

## Psihoanalitične razlage nastanka
Etiološke teorije na splošno temeljijo na psihoanalitični podlagi in poudarjajo obrambne mehanizme. S psihološkega vidika je ego, ki ga je Sigmund Freud opisal v svoji teoriji osebnosti, odgovoren za soočanje z realnostjo in uporabo obrambnih mehanizmov – mehanizmov, ki posamezniku omogočajo, da se zaščiti in oddalji od bolečih in nesprejemljivih misli, idej, občutkov in želja, jih potlači v nezaveden del duševnosti ter tako ohranja samospoštovanje in notranjo integriteto. Teorija predpostavlja, da ego oceni situacijo in iz nabora obrambnih mehanizmov izbere tistega, ki mu je v preteklosti v podobni situaciji najbolje služil.
Talec se znajde v položaju, ko so mu odvzete skoraj vse oblike neodvisnosti – tudi zadovoljevanje nekaterih najbolj temeljnih potreb je pod nadzorom ugrabitelja. Nekatere teorije predpostavljajo, da pri talcu pride do regresije, vrnitve na nižjo razvojno stopnjo, morda celo v obdobje otroštva; talec je v stanju skrajne odvisnosti od drugega in mora npr. jokati za hrano. Nasprotno pa je ugrabitelj v vlogi nekakšne matere, ki skrbi za svojega otroka in ga varuje pred grozečim zunanjim svetom, vključno z orožjem policije.
Številni raziskovalci stockholmski sindrom povezujejo s procesom identifikacije oz. poistovetenja z agresorjem. Identifikacija je opredeljena kot obrambni mehanizem, pri katerem gre za sprejetje tujih vrednot in norm kot svojih lastnih, četudi so te v nasprotju s prejšnjimi prepričanji. Ta koncept je prvotno opisala Anna Freud kot vrsto identifikacije, ki jo prikliče ego, da bi se zaščitil pred avtoritetami, ki povzročajo tesnobo. Izvor te oblike identifikacije je torej izogibanje morebitni kazni. Strentz  pojasnjuje, da je žrtvina želja po preživetju »močnejša od nagona, da sovraži osebo, ki je povzročila dilemo«. Oblikovanje čustvene vezi tako predstavlja odziv ega pod stresom. Teorija predpostavlja, da se žrtve ne pretvarjajo, da so sočutne do svojega ugrabitelja, temveč zaradi strahu, da bi delovale neiskrene, dejansko začnejo verjeti, da so njihova čustva do ugrabiteljev pristna.

## Pogoji za nastanek
Čeprav še vedno prihaja do nesoglasij glede dejavnikov, ki so vzrok temu fenomenu, je v literaturi pogosto navajano, da so za razvoj stockholmskega sindroma bistvenega pomena naslednji dejavniki:
- preteči mora znatna količina časa,
- ugrabitelji morajo s talci nenehno vzdrževati osebni stik in
- ugrabitelji morajo s talci ravnati prijazno oziroma se vzdržati fizičnega in verbalnega nasilja nad njimi.[7][9]

Graham idr., ki so stockholmski sindrom povezali s problemom žensk v nasilnih partnerskih zvezah, so v svojem kriteriju kot nujne za razvoj stockholmskega sindroma opredelili naslednje štiri dejavnike:
- zaznana mora biti grožnja in obstajati mora prepričanje, da bo grožnja uresničena,
- žrtev mora v kontekstu terorja zaznati vsaj malo prijaznosti s strani agresorja,
- žrtev mora biti izolirana od perspektiv drugih ljudi, z izjemo perspektive agresorja,
- žrtev mora biti prepričana, da pobeg ni mogoč.

Kot temeljno okoliščino torej obravnavamo to, da talec oz. ugrabljena oseba zaznava, da ne more pobegniti (oz. priložnosti za pobeg ne izkoristi), in je življenjsko odvisna od ugrabitelja – ugrabitelj postane oseba, ki ima popolno kontrolo nad talčevimi tudi najbolj osnovnimi potrebami.
Pomemben dejavnik pri razvoju stockholmskega sindroma je tudi čas. Njegovo minevanje lahko prispeva k oblikovanju pozitivne ali negativne vezi, odvisno od narave interakcij med ugrabitelji in talci – če ugrabitelji svojih žrtev ne zlorabljajo, bo čas, preživet skupaj, najverjetneje proizvedel pozitivne odnose. In nasprotno – če ugrabitelji nad talci izvajajo nasilje, ti v večini primerov po izpustitvi ne bodo izkazovali simpatije in sočutja, ne glede na količino časa, ki so ga preživeli skupaj.
Za razvoj stockholmskega sindroma je bistveno, da so talci v stalnem stiku z ugrabitelji, torej niso pokriti s kapuco ali izolirani v ločenem prostoru. Nekateri avtorji poudarjajo tudi pomen izoliranosti žrtve od drugih ljudi (tj. zunanjega sveta), ki bi lahko žrtvi predstavili drugačen pogled na situacijo od te, ki je lastna ugrabitelju.
Glavna izkušnja, ki je skupna žrtvam stockholmskega sindroma, je pozitiven stik z ugrabiteljem, ki v večini primerov ne pomeni dejanskega pozitivnega dejanja ugrabiteljev, temveč zgolj odsotnost negativnih izkušenj, tj. verbalnega in fizičnega nasilja. Z izjemo redkih primerov do pojava sindroma ne pride, če je žrtev deležna fizične ali psihične zlorabe oziroma ji je priča. Tudi če se razvije kateri od vidikov sindroma, običajno izzveni, če ugrabitelji verbalno ali fizično zlorabijo katerega od talcev. Tisti talci, ki kljub zlorabi kažejo znake stockholmskega sindroma, nasilje ugrabiteljev navadno racionalizirajo – izražajo prepričanje, da je bila ugrabiteljeva demonstracija sile nujna za prevzem nadzora nad situacijo in da je bilo mogoče odpor talcev zadušiti le z nasiljem. Žrtvam sindroma je poleg pozitivnega stika z ugrabiteljem pogosto skupna še ena izkušnja – poistovetenje s človeškimi lastnostmi svojega ugrabitelja. Talci, ujeti skupaj s svojim ugrabiteljem, z njim delijo podobne frustracije in strahove – pogosto se tudi sami bojijo, da bodo v napadu policije, čeprav po nesreči, poškodovani ali celo ubiti, ter si želijo, da bi se rešili iz situacije. Vztrajanje policije k predaji ugrabitelja talce ohranja ujete, zato se lahko med talci okrepi ideja, da naj policija ugodi zahtevam ugrabitelja in tako tudi njim omogoči odhod na prostost.
Med drugimi dejavniki tveganja za razvoj stockholmskega sindroma so tudi starost žrtve, ki lahko vpliva na njeno ranljivost in čustveno nezrelost, spol žrtve, nižji hierarhični položaj v skupini talcev in spori oz. napetosti znotraj skupine talcev.

## Značilnosti
Stockholmski sindrom predstavlja psihološki odziv talca (ali žrtve v podobnih ekstremnih okoliščinah) na situacijo, v kateri ima ugrabitelj kot dominantnejša oseba moč, da ogrozi življenje talca, in lahko to moč uporabi v svojo korist, torej da doseže, da se njegove zahteve izpolnijo.
Po večini opredelitev stockholmskega sindroma se pri žrtvah razvije eno ali več naslednjih doživljanj:
- talci lahko zaradi domneve, da policija ne stori dovolj, da bi končala situacijo, ali zaradi strahu pred tem, da pripravlja napad, ki bi lahko še dodatno ogrozil njihov položaj, izrazijo nezaupanje, jezo ali razočaranje, torej negativni odnos do policije oz. oblasti nasploh;
- talci lahko začnejo izražati simpatijo in sočutje, torej pozitivni odnos do ugrabiteljev.

Te čustvene vezi so lahko vzajemne – tudi ugrabitelji lahko izkažejo sočutje in naklonjenost, torej pozitiven odnos do enega ali več talcev, za kar se občasno uporablja izraz »sindrom Lima«.
V primeru ugrabitve si talci prizadevajo za preživetje, kar zahteva zakrivanje neposrednih in iskrenih odzivov na ugrabiteljeva dejanja. Pozorni morajo postati na odzive svojih ugrabiteljev, zlasti na to, kaj jim vzbuja zadovoljstvo in kaj nezadovoljstvo, in temu primerno prilagajati svoje vedenje. Pri žrtvah se v veliko primerih postopoma oblikujejo psihološke značilnosti in vedenja, ki so ugodna za ugrabitelja, kot so odvisnost od ugrabitelja, pomanjkanje samoiniciative ter nezmožnost ukrepanja in samostojnega odločanja. Pri talcih se dejavno razvijajo strategije za preživetje, pri čemer so v ospredju upoštevanje in izpolnjevanje zahtev ugrabiteljev, naklonjenost do agresorja, sprejemanje njegovih stališč ter bojazen pred vmešavanjem oblasti v situacijo.

## Posledice in zdravljenje
Za soočanje s stockholmskim sindromom se običajno priporoča zdravljenje v obliki psihiatričnega ali psihološkega svetovanja, katerega namen je, da žrtve svoje izkušnje prepoznajo kot razumljiv, a kljub temu psihopatološki odziv na stresne okoliščine. V ospredju je predvsem reinterpretacija napačnih zaznav, nezaželenih čustev in navezanosti ter razvoj zdravih mehanizmov za spoprijemanje. Pomembno je, da žrtev s strokovno pomočjo predela čustva, ki jih je razvila do ugrabitelja, in ponovno vzpostavi občutek nadzora, identitete in samospoštovanja.

## Kritika
Medtem ko nove nazive, diagnoze in odkritja na področju medicine navadno zasnujejo medicinski raziskovalci in jih nato prenesejo v strokovne kroge in javnost, je pri stockholmskem sindromu prišlo do obratnega procesa. Izraz ni bil oblikovan za opis skrbno proučevanega in raziskanega pojava, temveč za oznako konkretnega primera – odziva talcev po neuspelem bančnem ropu v Stockholmu. Izraz stockholmski sindrom je bil tako prvič predstavljen v okviru televizijskega intervjuja, ne na straneh znanstvene revije, in je bil šele na to sprejet v psihiatrično stroko.
Robbins in Anthony, ki sta preučevala soroden psihiatrični sindrom, indoktrinacijo v kult, sta ugotovila, da je k hitremu sprejemanju pojma stockholmskega sindroma v 70. letih prejšnjega stoletja prispevala tudi povečana skrb glede t. i. »pranja možganov«. Mnogi dogodki, med drugim tudi primer Patty Hearst in pokol v Jonestownu, so preplavili novice in spodbudili potrebo, da bi se članstvo v kultih in druge oblike nadzorovanja mišljenja obravnavali kot medicinski problem.
Namnyak idr. navajajo, da je možen vzrok za hitro razširitev pojma stockholmskega sindroma potreba po pojasnjevanju nerazložljivega vedenja. Čeprav so z analizo različnih primerov ugrabitev prepoznali vzorec dejavnikov, ki so skupni primerom stockholmskega sindroma (in v veliki meri skladni s tistimi, ki jih je v svojem kriteriju določila Graham), ostaja nejasno, ali so ta izkustva značilna zgolj za stockholmski sindrom ali gre za vedenja, ki jih človek izraža tudi v drugih izjemno stresnih razmerah. Še vedno torej ni v celoti dokazano, da gre pri stockholmskem sindromu za svojevrsten psihiatrični sindrom.
V skupnosti organov kazenskega pregona so bili že večkrat izraženi dvomi glede tega, kako senzacionalistično je stockholmski sindrom predstavljen v medijih in tudi ponekod v strokovni literaturi. Fuselier je v FBI Law Enforcement Bulletin izrazil, da je stockholmski sindrom »preveč poudarjen, analiziran in objavljen«, ter da gre v resnici za redkejši pojav, kot se sicer predpostavlja. Poročilo, zasnovano na FBI-jevi podatkovni bazi, ki je leta 1998 vsebovala podatke že več kot 1200 prijavljenih incidentov s talci v ZDA, je empirično potrdilo, da je stockholmski sindrom redek pojav, saj 92 % žrtev v omenjenih incidentih ni kazalo nobenih znakov stockholmskega sindroma.